# Carlia mysi
Espèce
Carlia mysi est une espèce de sauriens de la famille des Scincidae.

## Répartition
Cette espèce se rencontre :
- sur la côte nord de la Papouasie-Nouvelle-Guinée ;
- dans les îles Salomon ;
- dans l'archipel Bismarck en Papouasie-Nouvelle-Guinée.

## Étymologie
Cette espèce est nommée en l'honneur de Benoit Mys.

## Publication originale
- Zug, 2004 : Systematics of the Carlia “fusca” lizards (Squamata: Scincidae) of New Guinea and Nearby Islands. Bishop Museum Bulletin of Zoology, vol. 5, p. 1-83 (texte intégral).